# Witold Kulesza
Witold Stanisław Kulesza (ur. 4 maja 1950 w Łodzi) – polski prawnik, profesor nauk prawnych, nauczyciel akademicki, w latach 2000–2006 dyrektor Głównej Komisji Ścigania Zbrodni przeciwko Narodowi Polskiemu.

## Życiorys
W 1973 ukończył studia prawnicze na Wydziale Prawa i Administracji Uniwersytetu Łódzkiego i został zatrudniony w Katedrze Prawa Karnego tego Wydziału. Na UŁ uzyskiwał kolejne stopnie naukowe: w 1982 doktora w oparciu o pracę zatytułowaną Zniesławienie i zniewaga (Ochrona czci i godności osobistej człowieka w polskim prawie karnym – zagadnienia podstawowe) (Wydawnictwo Prawnicze, Warszawa 1984) oraz w 1992 doktora habilitowanego na podstawie rozprawy Demonstracja. Blokada. Strajk (Granice wolności zgromadzeń i strajku w polskim prawie karnym na tle prawa niemieckiego). Jako nauczyciel akademicki zawodowo związany z Wydziałem Prawa i Administracji macierzystego uniwersytetu. W 1992 został profesorem nadzwyczajnym UŁ i kierownikiem Zakładu Prawa Karnego Materialnego. W 2015 otrzymał tytuł profesora nauk prawnych.
W 1980 organizował uczelniane struktury „Solidarności”. W latach 1989–1991 odbywał staże naukowe w Niemczech, będąc stypendystą Fundacji Alexandra von Humboldta. W latach 90. praktykował również jako adwokat. W latach 1994–1998 pełnił funkcję przewodniczącego Okręgowej Komisji Badania Zbrodni przeciwko Narodowi Polskiemu w Łodzi. W 1998 został dyrektorem Głównej Komisji Badania Zbrodni przeciwko Narodowi Polskiemu. Współtworzył ustawę o Instytucie Pamięci Narodowej. Po jej uchwaleniu od sierpnia 2000 do października 2006 pełnił funkcję dyrektora nowo zorganizowanej Głównej Komisji Ścigania Zbrodni przeciwko Narodowi Polskiemu.
Żonaty z Ewą Kuleszą.

## Odznaczenia i wyróżnienia
W 2011 prezydent Bronisław Komorowski odznaczył go Krzyżem Kawalerskim, a w 2015 Krzyżem Oficerskim Orderu Odrodzenia Polski. W 2009 rada Polskiej Fundacji Katyńskiej nadała mu Medal Dnia Pamięci Ofiar Zbrodni Katyńskiej. W 2004 otrzymał Nagrodę im. Edwarda J. Wende.